# فلوشیپ (پزشکی)
فلوشیپ یا دورهٔ تکمیلی تخصص یکی از دوره‌های تحصیلی تکمیلی پزشکی در رشته‌های پزشکی، دندان‌پزشکی، داروسازی و علوم آزمایشگاهی می‌باشد که پس از اتمام دورهٔ تخصص گذرانده می‌شود.
معمولاً برای هر رشته تخصصی پزشکی در چند موضوع عمده دوره‌های فلوشیپی در نظر گرفته می‌شود که متخصصان واجد شرایط می‌توانند در آن شرکت کرده و فارغ‌التحصیل شوند. طول دوره بسته به نظر استادان مربوطه بوده و در حدود ۱۸ ماه یا بیشتر است. فلوها توانایی فعالیت به عنوان پزشک مسئول یا مشاور در زمینه تخصصی خود را دارند.
این اصطلاح در گروه‌های علمی دیگر نیز با شرایط متفاوتی کاربرد دارد که مثلاً در رشته‌های مهندسی معرف دوره تحصیلی متفاوتی است. فلوشیپ‌های پزشکی در بسیاری از کشورهای دنیا ارائه می‌شود و موجب افزایش سطح علمی پزشکان می‌گردد. برای مثال یک متخصص چشم می‌تواند دوره تکمیلی تخصصی (فلوشیپ) در رشته قرنیه را بگذراند. البته اصطلاح فلوشیپ ممکن است در سایر رشته‌های غیرپزشکی نیز با عناوین مختلفی به کار برده شود.